# Chimaera (stolica tytularna)
Chimaera (łac. Diocesis Chimaerensis) – stolica historycznej diecezji na Bałkanach, istniejąca od około XI wieku. Sufragania archidiecezji Ochryda. Współcześnie miasto Himarë w południowej Albanii. Obecnie katolickie biskupstwo tytularne.

## Biskupi tytularni
| Lp. | Biskup                      | Funkcja                                                                | Od                   | Do              |
| --- | --------------------------- | ---------------------------------------------------------------------- | -------------------- | --------------- |
| 1   | François Maurer             | wikariusz apostolski Saint Pierre i Miquelon (Saint-Pierre i Miquelon) | 16 listopada 1970    | 5 kwietnia 2000 |
| 2   | José de Jesús Quintero Díaz | wikariusz apostolski Leticii (Kolumbia)                                | 23 października 2000 |                 |